# Robert Remak

Robert Remak (nacido el 26 de julio de 1815 en Posnania, Alemania; fallecido el 29 de agosto de 1865 en Berlín) fue un destacado embriólogo, histólogo, fisiólogo, neurólogo, micólogo alemán.

## Biografía
Alumno de Johannes Peter Müller en la Universidad de Berlín, se licencia en Medicina en 1837. Remak se especializa en neurología, pero es especialmente célebre en la historia de la embriología por haber reducido el número de las cuatro hojas embrionarias descritas por Karl Ernst von Baer a tres: ectodermo, mesodermo y endodermo. Fue también el descubridor de las fibras nerviosas amielínicas y de las células nerviosas del corazón, hoy llamadas ganglios de Remak.
De entre sus diversas contribuciones al progreso científico, también destaca el descubrimiento de los procesos mitóticos, señalando que las células se multiplican por escisión de su núcleo; descubrimiento que suele atribuirse injustamente a Rudolf Virchow, compañero suyo de la universidad, que tomó su idea como propia.
Como judío, tuvo constantes problemas con su puesto como profesor en la universidad, pues entonces no les estaba permitido a los judíos el ejercicio de la enseñanza.
Su hijo Ernst Remak fue también un renombrado neurólogo y su nieto fue el matemático Robert Remak, que murió en una de las deportaciones a Auschwitz en 1942.
Edward Flatau, neurólogo polaco, escribió en 1899: Muy importante para la historia de la medicina polaca es que Robert Remak, uno de los más grandes histólogos y neuropatólogos nació en Poznan en 1815 y publicó su obra fundamental en la lengua polaca. Esta información histórica me fue comunicada por su hijo - el profesor Ernst Remak en Berlín. Él me dio una copia de esta obra épica en el idioma polaco.

- La abreviatura «Remak» se emplea para indicar a Robert Remak como autoridad en la descripción y clasificación científica de los vegetales.[2]